# Kingdom of Discipline
Kingdom of Discipline ist ein Jazzalbum von Sun Ra & His Arkestra. Die im Zeitraum von 1971 bis 1990 entstandenen Aufnahmen erschienen am 25. Oktober 2024 als LP bzw. CD (jeweils in limitierter Auflage) bzw. als Download auf dem Label Dead Currencies aus Nashville, das sich auf Sondereditionen spezialisiert hat.

## Hintergrund
Produziert wurde das Album von Irwin Chusid, unterstützt durch Christopher Trent, Robert Campbell, Michael D. Anderson (Sun Ra Music Archive) und Joe Lizzi (The Experimental Sound Studio, Chicago). Die Titel auf Kingdom of Discipline wurden angeblich so ausgewählt und angeordnet, dass sie Zuhörern einen Überblick in das musikalisches Universum bieten, das Sun Ra geschaffen hat. Dabei wurde aus den Archiven im Wesentlichen Material gewählt, das klanglich „Lo-Fi“ ist (so die Liner Notes). Darunter befinden sich auch Mitschnitte aus Proben, wie „Tone Poem #9“ (ungefähr aus dem Jahr 1978), wo Sun Ra parallel zum Orchester die Melodie unterstützend singt und laut Anweisungen gibt wie: „Du hast ein Solo, John!“
Begründet mit den ersten Veröffentlichungen von Sun Ras eigenem Plattenlabel El Saturn in den 1950er-Jahren, wo frühe Sun-Ra-Platten häufig in Auflagen von nur 75 Stück gepresst wurden und handgefertigte oder aufgeklebte Hüllen hatten, erschienen die physischen Tonträger von Kingdom of Discipline jeweils  nur in einer (vergriffenen) Auflage von 75 Exemplaren auf dem hierfür einschlägigen Label Dead Currencies.

## Titelliste
- Sun Ra & His Arkestra: Kingdom of Discipline (Dead Currencies)

1. Tone Poem #9 7:26
2. Love in Outer Space 7:26
3. The Schimmel Impromptu 4:40
4. Pleiades 3:44
5. Reel 191 Blues 7:36
6. The Kingdom of Discipline 7:14
7. Sophisticated Lady (Duke Ellington) 5:06

Wenn nicht anders vermerkt, stammen die Kompositionen von Sun Ra.

## Editorische Hinweise
„Tone Poem #9“ erschien zuvor bereits auf dem Album Untitled Recordings (Transparency); Mitwirkende waren Michael Ray (Trompete), Marshall Allen, Danny Davis, John Gilmore, Eloe Omoe, James Jacson (Holzblasinstrumente), Sun Ra (Keyboards) und Michael Anderson (Perkussion). „Love in Outer Space“ taucht in zahlreichen Versionen in der Sun-Ra-Diskografie auf, erstmals 1962 auf Secrets of the Sun, ab Mitte der 1970er-Jahre auch auf Alben wie Live in Cleveland, Live at Montreux, In Some Far Place - Roma ’77, A Quiet Place in the Universe und als solo für Piano auf Piano Recital: Teatro La Fenice, Venezia und Haverford College 1980 Solo Piano.
„Pleiades“ (zuerst 1948 auf dem Piano solo aufgenommen) erschien u. a. auf The Soul Vibrations of Man, Sunrise in Different Dimensions, Oblique Parallax, Live from Soundscape, Live in Nickelsdorf 1984 sowie vor allem auf Pleiades: A Jazz Symphonique, das 1990 in Europa mit Streichern aufgeführt wurde. Den Standard „Sophisticated Lady“ interpretierte Sun Ra auch auf weiteren seiner Alben wie Dance of the Living Image (1974/2007), Live in Cleveland (1975/2009), Celestial Love (1984) und Live in Nickelsdorf 1984 (ed. 2014). „The Kingdom of Discipline“, „The Schimmel Impromptu“ und „Reel 191 Blues“ sind bislang unveröffentlichte Stücke.

## Rezeption
Kingdom of Discipline sei nicht nur ein weiterer Beweis für das Genie dieses einzigartigen Künstlers, sondern auch einfach ein großartiges Hörerlebnis, hieß es in den Liner Notes von Seiten des Gründers des Labels. Wirklich mythologische Charaktere seien im wirklichen Leben nicht so leicht zu finden wie in Romanen oder Filmen, die eine Ära geprägt hätten. Es sei ein Privileg,[den Katalog] einer großen mythologischen Figur der Musik zu bereichern, indem man eine unglaubliche neue Sammlung unveröffentlichter Tracks und übersehener Obskuritäten veröffentlicht.
Kingdom of Discipline beginne mit einer Live-Aufnahme – entweder einer frühen Aufnahme im Studio oder einem Schnitt, der bei einer Probe aufgenommen wurde, schrieb Gerrod Harris im Spill Magazine. Auf „Tone Poem #9“ sei zu hören, wie Sun Ra die Musiker des Arkestra durch die Struktur des Stücks führt, während sie daran arbeiten. In diesem Sinne wird durch etwas, das wie ein Lo-Fi-Kellerband klingt, versucht, Sun Ra zu entmystifizieren, was jedoch irgendwie das Gegenteil erreiche. „Tone Poem #9“ würde rau klingen, wie das Skelett eines noch nicht vollendeten Werks, fange aber die Arkestra in einer kollaborativen Umgebung ein, die voller unglaublicher Soli stecke, wenn sich die Gelegenheit dazu biete. Das Album gehe weiter mit „Love In Outer Space“, einem Song, der von polyrhythmischen Orgellinien und etwas Perkussion geleitet wird. Zwar sei die Klangqualität definitiv besser als beim Vorgängerstück, dennoch mute der Track eher wie eine improvisierte Jam-Session an, die in dieser Form eigentlich nie für eine Veröffentlichung gedacht war.
Trotz Kritik an der Aufnahmequalität und der Intention der Stücke auf Kingdom of Discipline gebe es großartige Momente, die für die Brillanz von Sun Ra sprechen, so der Autor weiter. Der erste davon sei „The Schimmel Impromptu“, ein Soloklavierstück, das die Grenze zwischen klassischem Stil und improvisierten Jazzrhythmen überschreite. Seine Arbeit sei von einer Schönheit geprägt und habe einen unverwechselbaren Ansatz am Klavier, den nur wenige andere besitzen. Weitere Beispiele einzigartiger und oft atemberaubender kompositorischer Fähigkeiten seien auf „Reel 191 Blues“ und „The Kingdom of Discipline“ zu hören. Selbst mehr als drei Jahrzehnte nach seinem Tod bleibe Sun Ra ein wahrhaft überirdisches Wesen ungezügelter Kreativität. Trotzdem dürfte Kingdom of Discipline Mühe haben, seine Relevanz in Sun Ras umfangreichen Katalog und seinen zahlreichen posthumen Veröffentlichungen zu beweisen. Das Album fühle sich wie eine Sammlung von Lo-Fi-Demos an, von denen viele in schlechter Aufnahmequalität aufgenommen wurden. Obwohl es eine Handvoll großartiger Momente gibt, dürfte dieses Album nur den enthusiastischsten Fans von Sun Ra wichtig erscheinen.
Der Download sei auf jeden Fall einen Hörbesuch wert, denn man könne dabei Sun Ra belauschen, wie er sein Arkestra auf Herz und Nieren prüft, meint Edwin Pouncey in Jazzwise. Ras Klavierspiel auf dem Titeltrack würde dessen außergewöhnliche Leistungen als Pianist, die volle Bandbreite seines künstlerischen Könnens auf dem Instrument zeigen. Als Beispiel für die Arbeitspraxis der Gruppe sei dieses Album jedenfalls ein unschätzbar wertvolles Dokument, wenn auch eher für Wissenschaftler und Sun Ra-Fans mit großem Geldbeutel, falls jemals Kopien der LP- oder CD-Versionen auf den Markt gelangen sollten.